# لجأة كمب
لَجْأَة كَمْب أو اللَّجْأَة الأَطْلَسِيَّة هي نوعٌ من السلاحف البحرية يتبع جنس لجأة ردلي، تعد أندر أنواع السلاحف البحرية على وجه الأرض، ويصنِّفها الاتحاد العالمي للحفاظ على الطبيعة كنوعٍ مهدٍّد بالانقراض بشدة. تعد إلى جانب لجأة ردلي الزيتونية واحدةً من نوعي لجآت ردلي الحيَّين الآن.

## الانتشار
تفضِّل لجآت كمب بصورةٍ عامة المياه الدافئة، لكنها قد تقطن أيضاً مناطق تمتدُّ شمالاً حتى نيوجرسي، كما أنَّها تهاجر إلى خليج المكسيك وفلوريدا حيث تستقرُّ كثيراً في مياه لويزيانا. تشمل مناطق تواجدها الجغرافية بشكلٍ رئيسي البحر الكاريبي وخليج المكسيك، إضافةً إلى جانبٍ من غربيّ المحيط الأطلسي. تعود جميع إناث لجأة كمب تقريباً إلى بقعةٍ واحدةٍ كلّ عامٍ لوضع بيضها، وهي شاطئ رانكو نيوفو في ولاية تاماوليباس المكسيكية. إلا أنَّ بعضها قد تهاجر أحياناً بعيداً حتى أيرلندا.

## دورة الحياة
تتغذى لجأة كمب على مجموعةٍ متنوِّعة من الحيوانات البحرية، منها الرخويات والقشريات وقناديل البحر والأسماك والطحالب والأعشاب البحرية وقنافذ البحر.
تقضي السلاحف اليافعة سنواتها الأولى بعد التفقيس في كتل طافيةٍ من طحالب السرجس البحريَّة، ثم تبدأ بالانتقال إلى خليج المكسيك وشمال غربيّ الأطلسي مع نموِّها ونضوجها. عند نموّ لجأة كمب، يتغيَّر لونها تدريجياً. إذ تكون أصدافها بعد التفقيس سوداء أو رماديَّةً غامقةً بالكامل تقريباً، إلا أنَّ لونها يتغير عند البلوغ إلى الأصفر الأخضر أو الأبيض. وهي تنضج جنسياً عند عمر 10 أعوامٍ إلى 12 عاماً.

## معرض صور

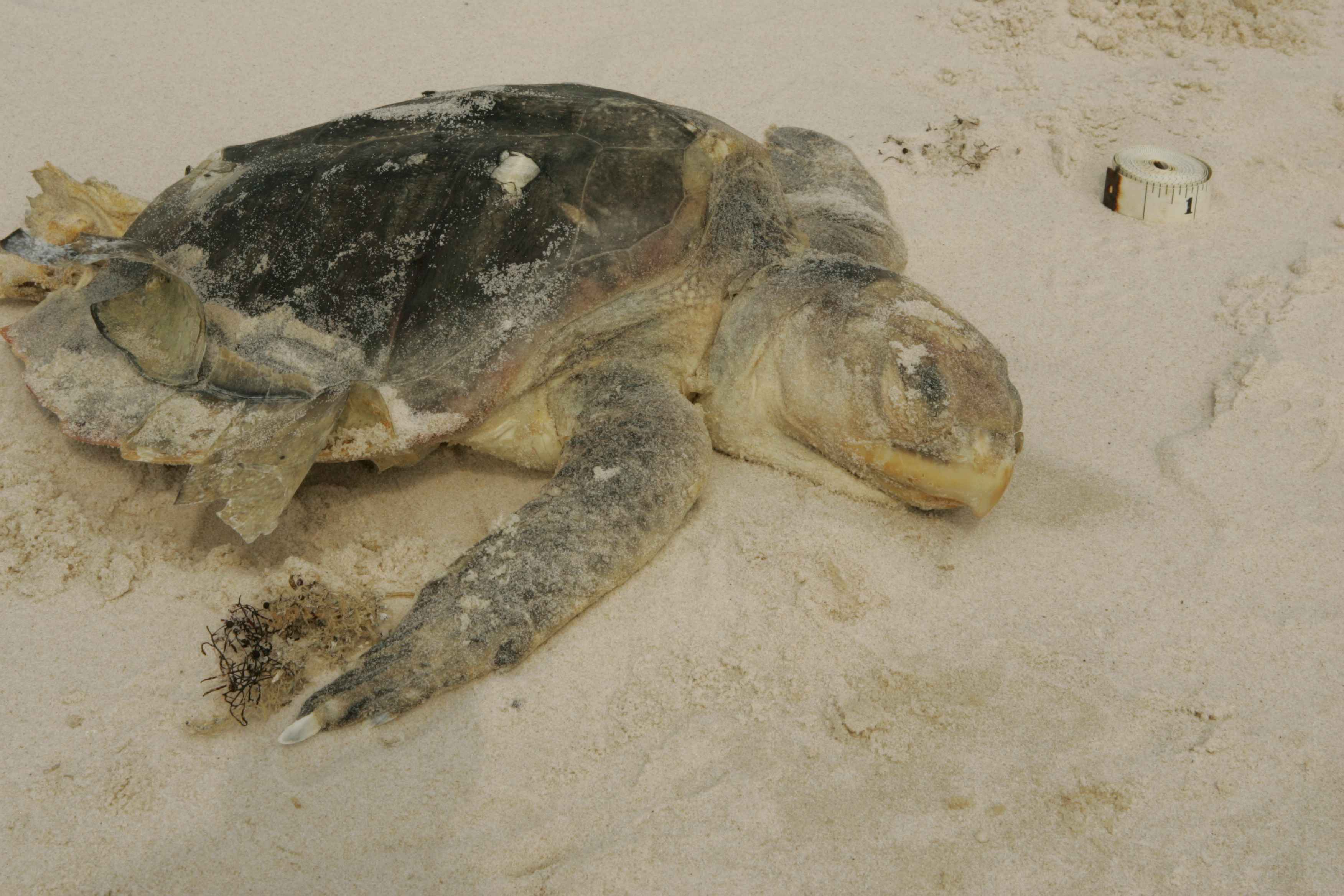
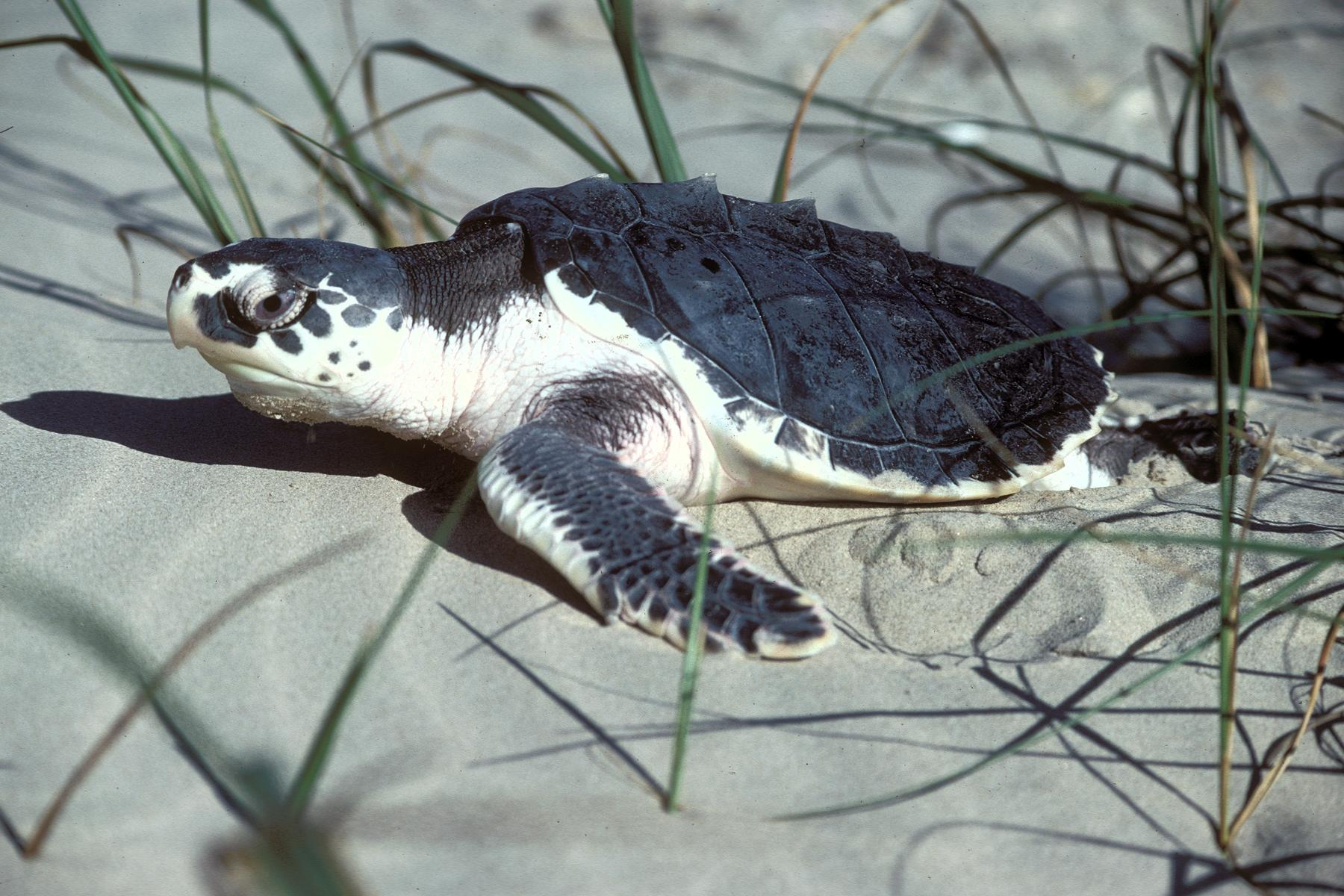
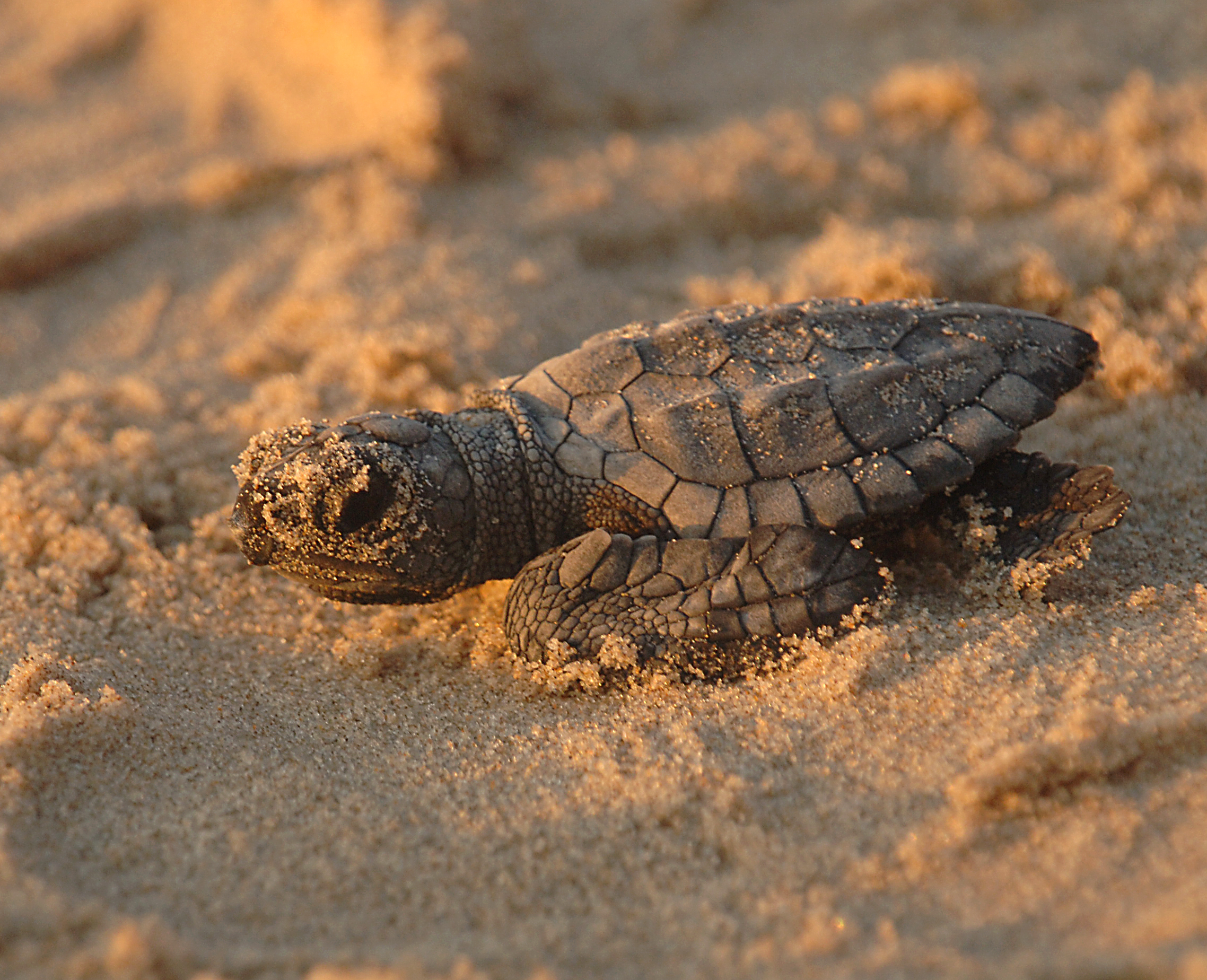
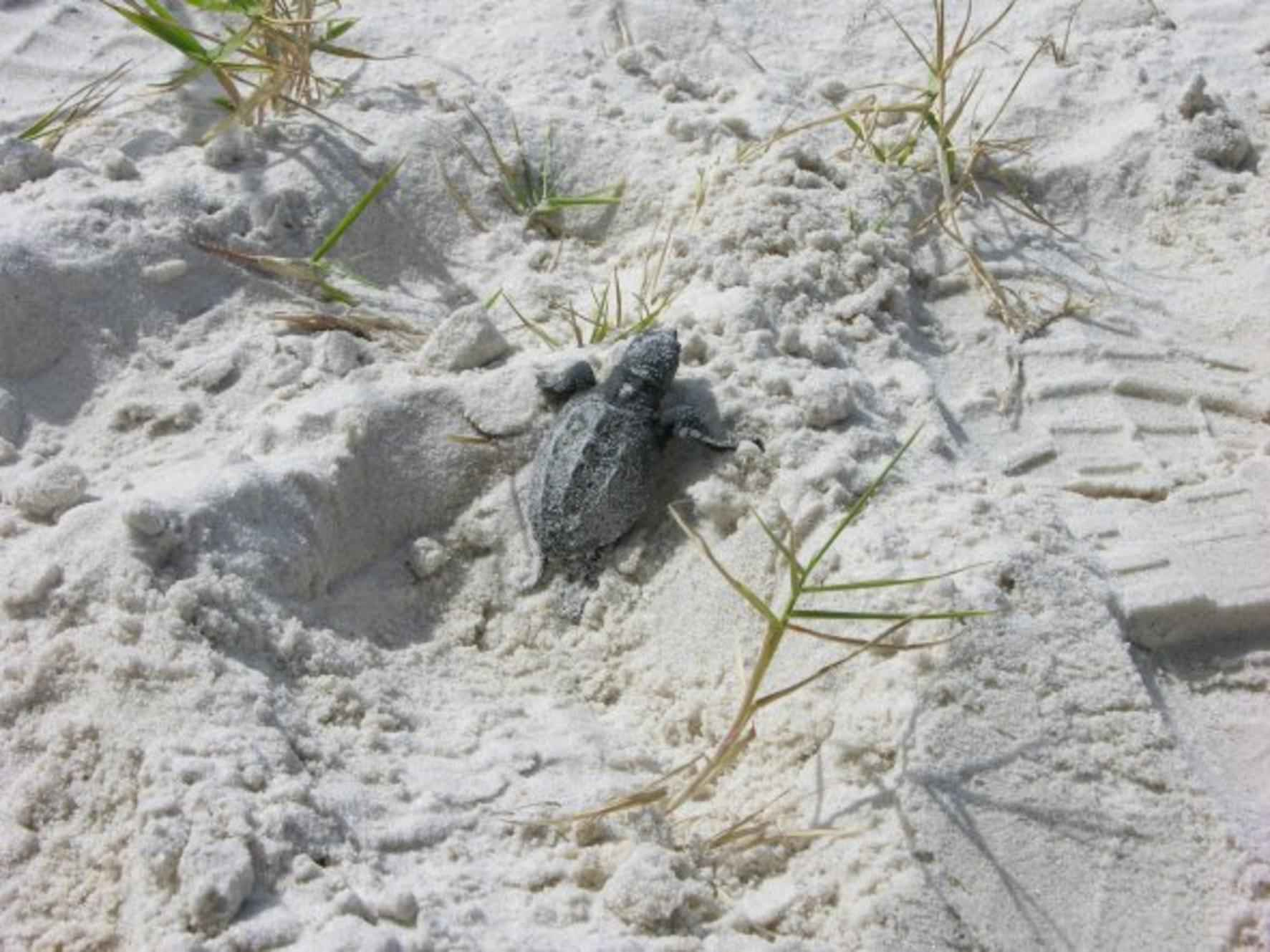